# Fito Paez & Moska: Locura Total
Fito Paez & Moska: Locura Total, ou simplesmente Locura Total é o nome, em espanhol, do primeiro álbum da parceria entre o roqueiro argentino Fito Páez e do músico brasileiro Paulinho Moska. Na discografia individual de cada músico, este é o o vigésimo-oitavo álbum - o vigésimo-quarto de estúdio - de Fito Páez, e o décimo-terceiro álbum de Paulinho Moska.

## informações sobre o álbum
| “ | "Precisávamos sentir se tínhamos essa "química", então combinamos de nos encontrar. Fui a Buenos Aires, e em três dias fizemos cinco músicas muito boas!" | ” |

A parceria surgiu quando os dois artistas se conheceram em 2014, durante uma viagem do argentino ao Rio de Janeiro. A química entre eles foi tão grande, que no mesmo dia os músicos começaram a falar sobre produzirem um disco juntos. E foi assim, concebido da maneira mais portunhol camarada possível, que as faixas nasceram nos dois idiomas. Por isso, o álbum foi lançado nas versões espanhol e português. (em português, o nome do álbum ganha um "U"na palavra "Loucura")
Lançado em Agosto de 2015 e produzido por Liminha, o single “Hermanos” foi a primeira música criada pela dupla para este projeto e já ganhou clipe na língua dos dois artistas. Em 2016, foi indicada ao Grammy Latino de Canção do Ano.

## Faixas
| #   | Faixa                                 | Compositor(es)                | Duração |
| --- | ------------------------------------- | ----------------------------- | ------- |
| 1.  | Hermanos                              | Fito Páez e Paulinho Moska    | 4:54    |
| 2.  | Milagros y heridas                    | Fito Páez                     | 3:35    |
| 3.  | Locura total                          | Fito Páez e Paulinho Moska    | 4:35    |
| 4.  | Imposible escribir sobre nada         | Fito Páez e Paulinho Moska    | 3:15    |
| 5.  | Garota muchacha                       | Paulinho Moska                | 4:55    |
| 6.  | Nuestra historia de amor              | Fito Páez                     | 4:25    |
| 7.  | Onde voce passou a noite              | Paulinho Moska e Carlos Renno | 4:55    |
| 8.  | Adiós a las cosas                     | Fito Páez e Paulinho Moska    | 3:20    |
| 9.  | Hijos de amor                         | Paulinho Moska                | 4:18    |
| 10. | Todas las cosas que están en el mundo | Paulinho Moska e Carlos Renno | 4:55    |
| 11. | Brillante                             | Fito Páez                     | 2:54    |
| 12. | Flores de abraços                     | Paulinho Moska                | 2:45    |

## Créditos Musicais
- Fito Paez - voz, piano, órgão, teclados
- Moska (voz, guitarras)
- Liminha - guitarra, baixo, teclados, bateria eletrônica, percussão, programações
- Rodrigo Suricato - guitarra elétrica
- Diego Olivero - baixo, guitarras
- Kassin - sintetizador, guitarra elétrica
- Jamil Joanes - baixo
- João Viana - bateria, percussão
- Juan Cruz de Urquiza - trompete, fluegelhorn
- Sergio Wagner - trompete, fluegelhorn
- Juan Canosa - trombone
- Ramiro Flores - sax tenor, clarinete
- Víctor Skorupski - sax barítono
- Marcos Suzano - percussão
- Marivaldo dos Santos - percussão
- Néstor Marconi  - bandoneón

## Prêmios e Indicações
| Ano  | Indicação (Canção/Álbum) | Prêmio        | Categoria     | Resultado | Ref.  |
| ---- | ------------------------ | ------------- | ------------- | --------- | ----- |
| 2016 | Hermanos                 | Grammy Latino | Música do Ano | Indicado  | [ 7 ] |